# High-Intensity Training
High Intensity Training är en styrketräningsmetod.
Metoden är högintensiv och kortvarig.
Den prioriterar hög intensitet och få repetitioner med målet att utveckla muskulaturen så effektivt som möjligt.
Träningsmetoden tar hänsyn till grundläggande funktioner i människans fysiologi och anatomi som är fundamentala och vetenskapligt bevisade.

## Tillvägagångssätt
Metoden innebär att den tränande personen tränar högintensivt och sedan vilar längre mellan varje träningstillfälle än vid traditionell styrketräning, eftersom muskulatur överkompenserar (växer) efter återhämtningen.
Vid utmattning av en muskel går kroppen och nervsystemet alltid genom tre steg:
1. Träning(stressfaktorn,utmattning)
2. Återhämtning(vila)
3. Överkompensation(muskeluppbyggnad)

## Muskler / kondition
Att springa 100 meter är kortvarigt högintensivt muskulärt arbete, och därmed anaerobiskt, muskelbyggande.
Att springa 1000 meter är däremot långvarigt lågintensivt muskulärt arbete och är aerobiskt, konditionsbyggande.
En 100-meters-löpare utvecklar sina muskler för kortvarigt, högintensivt muskulärt arbete. En Maraton-löpare utvecklar sina muskler för långvarigt, lågintensivt muskulärt arbete.
100-meters-löparen har utvecklat grövre muskulatur än Maratonlöparen, men är däremot inte uthållig under längre tidsperioder.

## Arthur Jones
Arthur Jones var grundaren till High Intensity Training och gymkedjan Nautilus och uppfinnare av Nautilus-träningsmaskiner.

## Mike Mentzer
Mike Mentzer nådde stora framgångar inom bodybuilding, men många anser att hans största bedrifter var inom det skrivna ordets område. Efter många års artikelskrivande åt amerikanska kroppsbyggartidningar, offentliggjorde han sin revolutionerande teori om High-Intensity Training.
Hans system (Heavy Duty) blev populärt bland tusentals kroppsbyggare och fitness-tävlande runt om i världen.
Efter många års forskning, finslipade Mentzer träningssystemet, och var övertygad om att hans forskningsarbete skulle förändra kroppsbyggar-kulturen för alltid.

## Böcker om High Intensity Training
- Arthur Jones: publications as PDF documents
- Arthur Jones: The Nautilus Bulletins
- Rob Spector: The HIT FAQ
- Stuart McRobert: Brawn and Beyond Brawn
- Mike Mentzer: Heavy Duty 2
- Mike Mentzer: High-Intensity Training the Mike Mentzer Way.
- Matt Brzycki: A Practical Approach to Strength Training
- Ellington Darden: The New High Intensity Training : The Best Muscle-Building System You've Never Tried
- John Philbin: High-Intensity Training
- John R. Little: Max Contraction Training